# Grad Pedalj
Grad Pedalj är ett slott i Kroatien.   Det ligger i länet Moslavina, i den centrala delen av landet, 80 km söder om huvudstaden Zagreb. Grad Pedalj ligger 343 meter över havet.
Terrängen runt Grad Pedalj är kuperad åt nordväst, men åt sydost är den platt. Runt Grad Pedalj är det mycket glesbefolkat, med 7 invånare per kvadratkilometer. Närmaste större samhälle är Dvor, 9,9 km sydost om Grad Pedalj. I omgivningarna runt Grad Pedalj växer i huvudsak lövfällande lövskog.